# Douglas Wick
Douglas Z. Wick (* 30. November 1954) ist ein US-amerikanischer Filmproduzent und Drehbuchautor.

## Leben
Douglas Wick wurde gleich für seinen ersten Film als Produzent, nämlich Die Waffen der Frauen, für den Oscar nominiert. Daraufhin folgten weitere sehr erfolgreiche Filme wie Stuart Little und Gladiator, für welchen er den Oscar in der Kategorie Bester Film erhielt. Danach folgten Filme wie das Prequel Stuart Little 2, Verliebt in eine Hexe und Die Geisha.
Wick ist verheiratet mit der Produzentin Lucy Fisher.

## Filmografie (Auswahl)
Als Produzent:
- 1988: Die Waffen der Frauen (Working Girl)
- 1994: Wolf – Das Tier im Manne (Wolf)
- 1996: Der Hexenclub (The Craft)
- 1998: Eisige Stille (Hush)
- 1999: Stuart Little
- 1999: Durchgeknallt (Girl, Interrupted)
- 2000: Gladiator
- 2000: Hollow Man – Unsichtbare Gefahr (Hollow Man)
- 2001: Spy Game – Der finale Countdown
- 2002: Stuart Little 2
- 2003: Peter Pan
- 2004: Total verknallt in Tad Hamilton (Win a Date with Tad Hamilton!)
- 2005: Verliebt in eine Hexe (Bewitched)
- 2005: Stuart Little 3 – Ruf der Wildnis (Stuart Little 3: Call of the Wild)
- 2005: Jarhead – Willkommen im Dreck (Jarhead)
- 2005: Die Geisha (Memoirs of a Geisha)
- 2006: Die Chaoscamper (RV)
- 2012: Lawless – Die Gesetzlosen (Lawless)
- 2013: Der große Gatsby (The Great Gatsby)
- 2014: Die Bestimmung – Divergent (Divergent)
- 2015: Die Bestimmung – Insurgent (The Divergent Series: Insurgent)
- 2016: Die Bestimmung – Allegiant (The Divergent Series: Allegiant)
- 2024: Gladiator II

Als ausführender Produzent:
- 2006: Hollow Man 2 (Hollow Man II)

Als Associate Producer:
- 1979: Auf ein Neues (Starting Over)

Als Drehbuchautor:
- 1999: Stuart Little (Story)

## Auszeichnungen
- 1989: Oscar: Nominierung in der Kategorie Bester Film für Die Waffen der Frauen
- 2001: BAFTA Award: Auszeichnung in der Kategorie Bester Film für Gladiator
- 2001: Oscar: Auszeichnung in der Kategorie Bester Film für Gladiator
- 2006: Goldene Himbeere: Nominierung in der Kategorie Schlechteste Neuverfilmung oder Fortsetzung für Verliebt in eine Hexe